# 佩爾塞角
72°8′S 74°38′W / 72.133°S 74.633°W
佩爾塞角（英語：Perce Point）是南極洲的海岬，位於亞歷山大一世島，處於貝多芬半島南岸，距離柏遼茲角22公里，該海岬在1940年12月22日被發現，現時由南極條約體系管理。